# The Money Pit
The Money Pit (bra: Um Dia a Casa Cai; prt: Um Dia a Casa Vem Abaixo) é um filme norte-americano de 1986 do gênero comédia musical, dirigido por Richard Benjamin, com roteiro de David Giler.
Trata-se de um remake de Mr. Blandings Builds His Dream House.

## Sinopse
Jovem casal descobre que, para morar na mansão que acabaram de comprar, será necessária uma reforma geral. Para conseguir o dinheiro para a reforma (eles gastaram tudo na compra da casa) decidem fazer qualquer coisa, mas só se metem em confusão.

## Elenco
- Tom Hanks como Walter Fielding, Jr.
- Shelley Long como Anna Crowley
- Alexander Godunov como Max Beissart, the Maestro
- Maureen Stapleton como Estelle
- Joe Mantegna como Art Shirk
- Philip Bosco como Curly
- Josh Mostel como Jack Schnittman
- Yakov Smirnoff como Shatov
- Carmine Caridi como Brad Shirk
- Brian Backer como Ethan
- Mia Dillon como Marika
- John van Dreelen como Carlos
- Douglass Watson como Walter Fielding Sr.
- Tetchie Agbayani como Florinda Fielding
- Michael Jeter como Arnie

## Recepção
O filme recebeu críticas mistas. Rotten Tomatoes, website que agrega reviões, relata que 47% dos críticos deram ao filme uma revisão positiva, com base em 19 comentários, com uma classificação média de 4,8/10.